# Aura Lea
Aura Lea (parfois orthographiée Aura Lee) est une chanson de la guerre de Sécession.
La chanson évoque une jeune fille. Elle est écrite par WW Fosdick (paroles) et George R. Poulton (musique). La mélodie est utilisée dans la chanson à succès d'Elvis Presley, Love Me Tender, en 1956.

## Histoire
Aura Lea est publiée en 1861 par Poulton, un Anglais venu en Amérique avec sa famille lorsqu'il est enfant en 1838, et par Fosdick. C'est une ballade sentimentale, à une époque où les chansons optimistes et joyeuses sont plus populaires dans les music-halls. Elle devient populaire en tant qu'accompagnement de minstrel shows, et la mélodie est également reprise par l'Académie militaire américaine comme chanson de classe de fin d'études, appelée « Army Blue » ; de nouvelles paroles de LW Becklaw sont chantées sur la mélodie originale.
La guerre de Sécession commence peu de temps après la sortie de la chanson ; Aura Lea est adoptée par les soldats des deux camps et est souvent chantée autour des feux de camp.
L'air est familier au public moderne depuis le hit d'Elvis Presley Love Me Tender, sortie en 1956 avec de nouvelles paroles de Ken Darby : une adaptation dérivée de l'original. Un enregistrement ultérieur de Presley pour le film The Trouble with Girls intitulé Violet (Flower of NYU) utilise également la mélodie de Aura Lea.

## Paroles
Les paroles telles qu'écrites par Fosdick :
When the blackbird in the Spring,

Neath the willow tree,

Sat and rock'd, I heard him sing,

Sing of Aura Lea.

Aura Lea, Aura Lea,

Maid of golden hair;

Sunshine came along with thee,

And swallows in the air.

(Refrain)

Aura Lea, Aura Lea,

Maid of golden hair;

Sunshine came along with thee,

And swallows in the air.

In thy blush the rose was born,

Music, when you spake,

Through thine azure eye the morn,

Sparkling seemed to break.

Aura Lea, Aura Lea,

Birds of crimson wing,

Never song have sung to me,

As in that sweet spring.

(Refrain)

Aura Lea! the bird may flee,

The willow's golden hair

Swing through winter fitfully,

On the stormy air.

Yet if thy blue eyes I see,

Gloom will soon depart;

For to me, sweet Aura Lea

Is sunshine through the heart.

(Refrain)

When the mistletoe was green,

Midst the winter's snows,

Sunshine in thy face was seen,

Kissing lips of rose.

Aura Lea, Aura Lea,

Take my golden ring;

Love and light return with thee,

And swallows with the spring.

(Refrain)

## Dans la culture populaire
Aura Lee est chantée par Frances Farmer et un chœur d'hommes dans le film Le Vandale de 1936, basé sur le roman d'Edna Ferber.
Bing Crosby inclut la chanson dans un medley sur son album Join Bing and Sing Along (1959).
Diana Muldaur chante la chanson de David Carradine dans l'épisode « L'Elixir » de Kung Fu.
Jerry Lanning interprète la chanson dans « Big Star », un épisode de 1962 du Donna Reed Show.
La comédie télévisée de cavalerie F Troop utilise une variante de la chanson pour accueillir la chanteuse de saloon Laura Lee dans l'épisode « She's Only a Build in a Girdled Cage » (cf. « She's only a bird in a gilded cage »).
Le western télévisé L'Équipée du Poney Express utilise la chanson dans le final de la série, qui a lieu en 1861 et montre comment la guerre de Sécession affecte la vie de ses personnages.
Il s'agit du thème musical en arrière-plan du film de John Ford de 1954, Ce n'est qu'un au revoir.
Allan Sherman actualise la chanson dans ses Shticks of One and a Half Dozen of the Other (sur l'album My Son, The Celebrity, 1963 Warner Records Inc) avec cette version basée sur la polio :
Every time you take vaccine, take it orally [jeu de mots avec « Aura Lea »]

As you know the other way is more painfully![réf. nécessaire]
Un épisode de The Rockford Files s'appelle « Aura Lee Farewell ». Cependant, les quelques paroles récitées sont en réalité tirées du poème Annabel Lee d'Edgar Allan Poe.
Dans l'émission Beverly Hills 90210, dans l'épisode « The Real McCoy » (10 mai 1995), Dylan McKay Luke Perry[pas clair] est conduit dans une vie antérieure dans le Far West sauvage grâce à une régression hypnotique avec son hypnothérapeute. Au cours de sa séance d'hypnose, il imagine qu'il entre dans un saloon, où une vielle à roue chante « Aura Lea ».
L'air est utilisé par le Cartoon Planet Band dans la chanson I Love Almost Everybody, qui est également présente sur l'album associé, Space Ghost's Musical Bar-B-Que.
Le roman de 2007 de Caitlín R. Kiernan, Daughter of Hounds, a un personnage chantant le couplet hivernal de « Aura Lee » pendant une tempête de neige.
Oona Laurence chante la chanson dans le film de Sofia Coppola Les Proies (2017).
La mélodie est également utilisée dans l'hymne gallois Os Wyt Eisiau Bod yn Llon.

### Parodie
Le film Trading Places, sorti en 1983, comprend des courtiers de l'Ivy League dans leur club de raquette chantant une parodie sexualisée de cette chanson sur leurs années d'université et la conquête par leur fraternité de diverses femmes sur le campus, le refrain étant changé en « Constance Frye ». La série télévisée How I Met Your Mother (saison 5, épisode 22 : « Robots Versus Wrestlers ») présente Ted Mosby lors d'une fête de la classe supérieure chantant la version « Constance Frye » de Trading Places avec le réalisateur Peter Bogdanovich et l'éditeur de mots croisés du New York Times, Will Shortz.
Dans Revenge of the Nerds, Betty Childs et les autres filles de sa sororité chantent une parodie (même si ce n'est pas la mélodie exacte) aux Tri-Lambs.
Dans le roman de Thomas Pynchon de 1966, Vente à la criée du lot 49, les employés de Yoyodyne chantent une version parodique de Aura Lee, intitulée Glee, avec des paroles sur la position de l'entreprise dans l'industrie de la défense.
Une parodie apparaît dans la chanson The Work Song, écrite par Kate McGarrigle sur l'album Love Over and Over de Kate et Anna McGarrigle, paru en 1982. Elle est enregistrée pour la première fois par Maria Muldaur sur son album de 1973 Maria Muldaur et parodiée par Margaret RoadKnight et Justin Vivian Bond.